# R4000

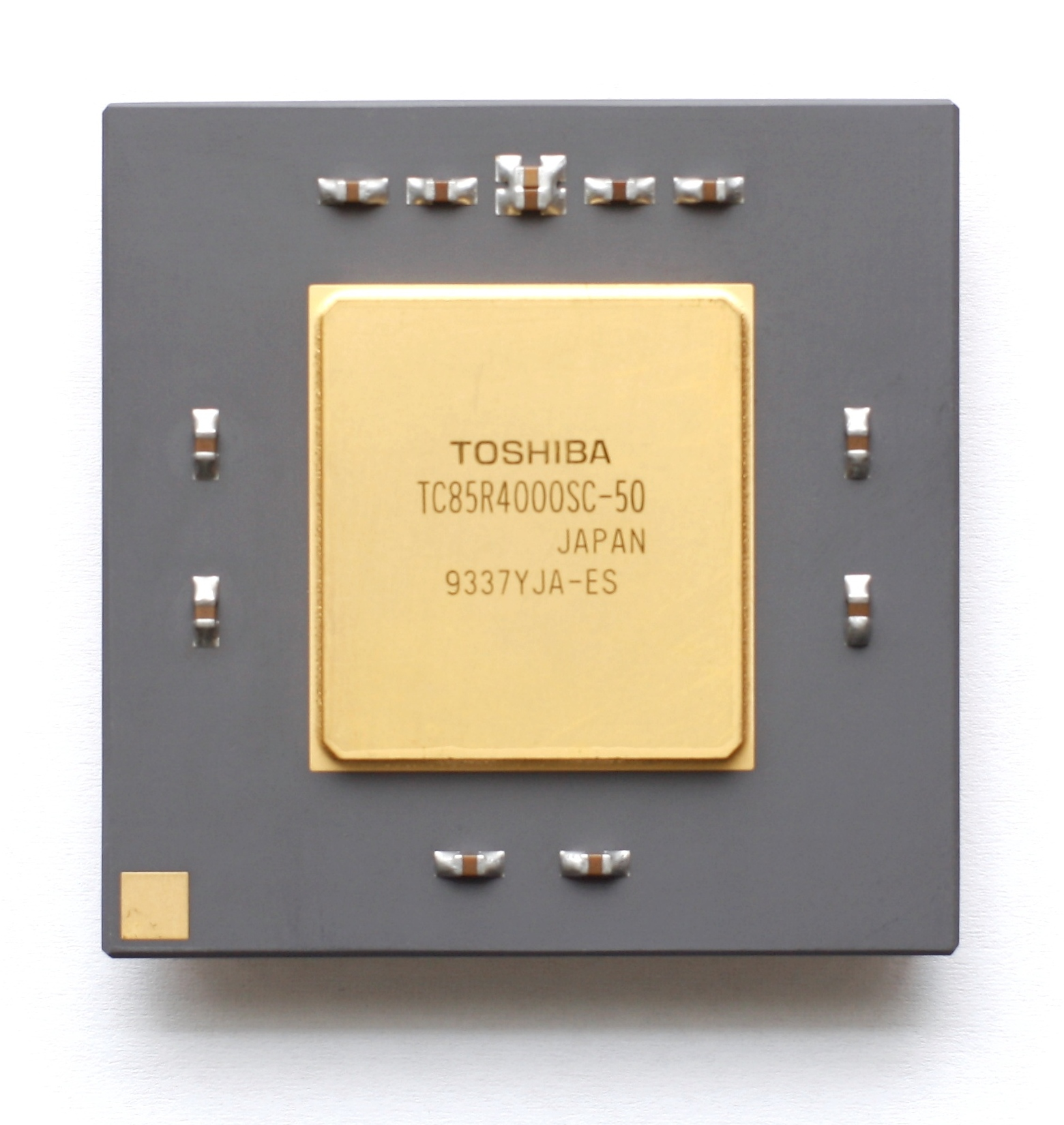
KL Toshiba MIPS R4000

Le R4000 est un processeur créé par la société MIPS Technologies en 1991. C'est le premier processeur 64 bits ayant existé. Il utilise l'architecture MIPS.

## Histoire
Le R4000 est un microprocesseur qui implémente l'architecture d'ensemble d'instructions MIPS III (ISA) conçue par MIPS. Il a été officiellement annoncé le 1er octobre 1991,,. C'était l'un des premiers microprocesseurs 64 bits et le premier à implémenter MIPS III,. Au début des années 1990, on s'attendait à ce que les microprocesseurs RISC remplacent les microprocesseurs CISC tels que l'Intel 486. (En 1991, le vice-président de l'époque, Skip Streeter, a suggéré que NEC, qui produisait le R4000, remplace NEC, qui produisait le 486.) On pensait que le R4000 serait en mesure de concurrencer Intel en termes de prix et de gagner la guerre des prix. Le R4000 a été sélectionné comme microprocesseur pour l'Advanced Computing Environment (ACE), une norme industrielle pour les plates-formes RISC. Bien que l’ACE lui-même ait été un échec en raison d’une combinaison de facteurs, le R4000 a été un succès sur les marchés des stations de travail et des serveurs.

## Description

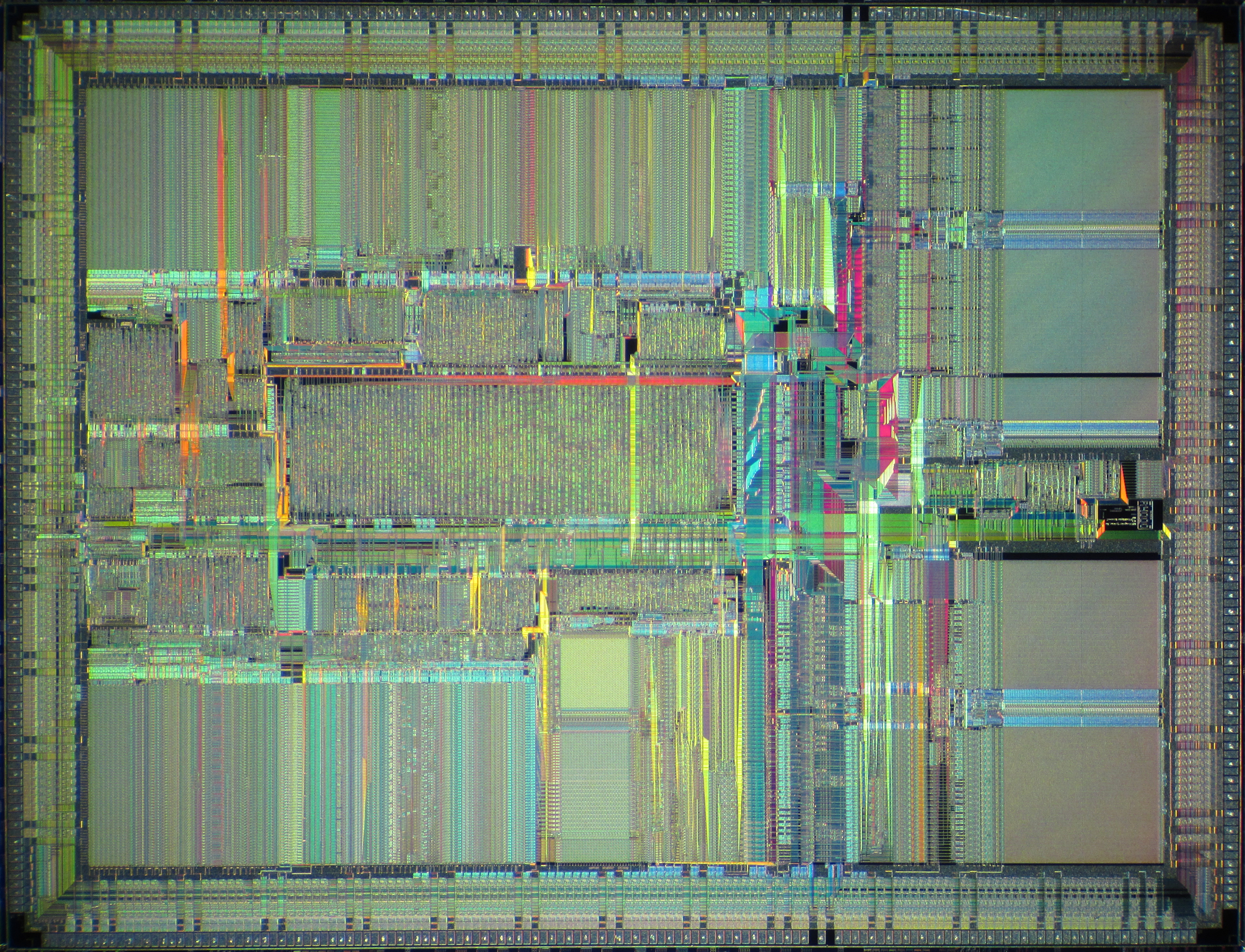
MIPS R4000 die shot

Le R4000 est un microprocesseur scalaire superpipeline avec un pipeline entier à huit étages. Au cours de la première étape (IF), une adresse virtuelle pour une instruction est générée et le translation lookaside buffer (TLB) commence la traduction de l'adresse en adresse physique. Au cours de la deuxième étape (IS), la traduction est terminée et l'instruction est extraite d'un cache d'instructions interne de 8 Ko. Le cache d'instructions est mappé directement et indexé virtuellement, étiqueté physiquement. Il a une taille de ligne de 16 ou 32 octets. D'un point de vue architectural, il pourrait être étendu à 32 Ko.
Au cours de la troisième étape (RF), l'instruction est décodée et le banc de registres est lu. Le MIPS III définit deux fichiers de registre, l'un pour l'unité entière et l'autre pour la virgule flottante. Chaque fichier de registre a une largeur de 64 bits et contient 32 entrées. Le fichier de registre entier a deux ports de lecture et un port d'écriture, tandis que le fichier de registre à virgule flottante a deux ports de lecture et deux ports d'écriture. L'exécution commence à l'étape quatre (EX) pour les instructions à nombres entiers et à virgule flottante ; elle est réécrite dans les fichiers de registres une fois terminée à l'étape huit (WB). Les résultats peuvent être ignorés si possible.

## Chipsets
Les microprocesseurs R4000 et R4400 étaient interfacés au système par des ASIC personnalisés ou par des chipsets disponibles dans le commerce. Les fournisseurs de systèmes tels que SGI ont développé leurs propres ASIC pour leurs systèmes. Des chipsets commerciaux ont été développés, fabriqués et commercialisés par des sociétés telles que Toshiba avec leur chipset Tiger Shark, qui fournissait un bus compatible i486.